# گریگوری (تگزاس)
گریگوری، تگزاس (به انگلیسی: Gregory, Texas) یک شهر در ایالات متحده آمریکا با جمعیت ۲٬۳۱۸ نفر است که در تگزاس واقع شده‌است.

## موقعیت جغرافیایی
موقعیت جغرافیایی شهرها و مناطق اطراف به شرح زیر است: